# Jean-Luc Bennahmias
Jean-Luc Bennahmias (Parijs, 2 december 1954) is een Frans politicus.

## Biografie
Hij volgde een opleiding tot technicus en werkte tussen 1974 en 1994 als journalist, het laatste voor het blad Verts Europe. Hij was in zijn jonge jaren lid van communistische splintergroepen, maar sloot zich in 1985 bij Les Verts aan, die kort daarvoor was opgericht. Hij was van 1997 tot 2001 nationaal secretaris van Les Verts en van 2004 tot 2010 voorzitter van de groene fractie in de Conseil Régional van Provence-Alpes-Côte d'Azur. Hij was van 2004 tot 2014 lid van het Europees Parlement.
Bennahmias sloot zich in 2007 bij de Mouvement démocrate MoDem van François Bayrou aan, maar verliet de partij in 2014 uit onvrede over de partijkoers. Hij richtte op 16 juni van dat jaar de Front démocrate op.
Hij stelde zich kandidaat voor de voorverkiezingen in januari 2017 van de Parti socialiste, waar de linkse partijen een gezamenlijke presidentskandidaat voor de presidentsverkiezingen van 2017 aan zouden wijzen. Hij werd daarin de laatste van de zeven.

## Mandaten
- Lid van de Franse Sociaal-Economische Raad 1999 - 2004
- Lid van de Conseil Régional van Provence-Alpes-Côte d'Azur 2004 - 2010
- Lid van het Europees Parlement 2004 - 2014

## Politieke partijen

### Lidmaatschappen
- Parti socialiste unifié in de jaren '70
- Ligue communiste in de jaren '70
- Les Verts 1985 - 2007
- Mouvement démocrate 2007 - 2014
- Front démocrate 2014 - 2017
- Union des démocrates et des écologistes 2017 - heden

### Partijpolitieke functies
- Nationaal secretaris Les Verts 1997-2001
- Uitvoerend bureau Mouvement démocrate 2007
- Voorzitter Front démocrate 2014 -

- Bibliothèque nationale de France: cb122355480 (data)
- Gemeinsame Normdatei: 1053843763
- International Standard Name Identifier: 0000 0000 4862 7997
- Library of Congress Control Number: nr93037042
- Nationale Bibliotheek van Israël: 987007364560705171
- Nederlandse Thesaurus van Auteursnamen: 134007514
- Système universitaire de documentation: 031066089
- Virtual International Authority File: 27120134
- WorldCat: E39PBJp9rkYP48qGYPBdcpctrq